# 李嗣真
李嗣真（？—696年），字承胄，邢州柏人（今河北省隆堯縣）人，一说滑州匡城（今河南省长垣县西南）人。博學曉音律，兼善陰陽推算之術，唐朝時期大臣、書畫家。
李嗣真在弱冠之年，举明经，补许州司功。唐高宗时，直弘文馆，与刘献臣、徐昭同为弘文馆学士中“三少”。出为义乌县令、始平县令，入为太常丞。高宗看重他的人才，征拜为司礼丞，掌管五礼仪注，加中散大夫，封常山子。永昌元年（689年），授御史中丞、知大夫事。后被酷吏来俊臣陷害，出为潞州刺史，流放岭南藤州，很久之后征还，途中在桂阳（治今湖南郴州）暴卒，谥昭。善书画评论，著有《明堂新礼》、《诗品》、《书后品》，《续画品录》。

## 延伸阅读
[在维基数据编辑]
 在维基文库阅读此作者作品
 《舊唐書·卷191》，出自刘昫《舊唐書》
 《新唐書/卷091》，出自《新唐書》